# Enciclopedia Garzanti di astronomia e cosmologia
La Enciclopedia Garzanti di astronomia e cosmologia  è un'opera di John Gribbin edita da Garzanti nella serie Le Garzantine. È la versione italiana dell'opera originale in inglese di John Gribbin Companion to the Cosmos (1996). La traduzione in italiano è di Libero Sosio.
Nel 2005 è uscita un'edizione aggiornata dal curatore italiano.
Il testo originale di Gribbin è integrato da molte altre voci, elencate alle pagg. X-XI (nuova ed. pagg. XIX-XV).
Il testo, di 623 pagg. (nuova ed., 702 pagg.), è organizzato per voci in ordine alfabetico, integrate da numerosi "box" che trattano in dettaglio argomenti particolarmente rilevanti e di attualità, ed è corredato da molte fotografie, anche a colori.
Molto ampie la bibliografia e la bibliocronologia. Nell'ultima edizione è stata aggiunta un'utile cronologia.